# بلبل مخطط الحنجرة
بلبل مخطط الحنجرة (الاسم العلمي: Pycnonotus finlaysoni) (بالإنجليزية: Stripe-throated Bulbul)‏ هو نوع من الطيور يتبع جنس البلبل من فصيلة البلابل.